# Dajte žalobnuju knigu
Dajte žalobnuju knigu (Дайте жалобную книгу) è un film del 1965 diretto da Ėl'dar Aleksandrovič Rjazanov.